# Sinoê
Sinoê Alves Avencurt (Capão do Leão, 25 de abril de 1984), mais conhecido como Sinoê, é um jogador de futsal brasileiro. Atualmente, joga pelo Pato Futsal e pela Seleção Brasileira de Futsal na posição de pivô.
Foi um dos artilheiros da edição de 2017 da Liga Nacional de Futsal, jogando pelo Marreco Futsal.